# Dhivër
Dhivër (grec.  Διβεριον) – miejscowość w południowej części Albanii, w okręgu Saranda. 